# スプリングクラシック
スプリングクラシック（英: Spring Classic）はニュージーランドのヘイスティングス競馬場で開催される芝2,040メートルの競馬の競走である。グループ制ではG1に類される。出走条件は3歳以上馬。かつてはニュージーランド国内最高賞金を誇った。
1920年、オーモンドメモリアルゴールドカップとして創設。1976年からはオーモンドメモリアルステークス、1988年からはビーミッシュ・ブラッドストックステークス、1991年からはキャピタルステークス、2010年からは現レース名にそれぞれ改称された。1996年からはG1に昇格された。

## 歴代優勝馬
- 2024 Snazzytavi [1]
- 2023 Ladies Man [2]
- 2022 Mustang Valley [3]
- 2021 Savy Yong Blonk[4]
- 2020 Melody Belle[5]
- 2019 Melody Belle[6]
- 2018 Savvy Coup[7]
- 2017 Wait A Sec[8]
- 2016 Willie Cazals[9]
- 2015 Addictive Habit[10]
- 2014 Costume[11]
- 2013 Ransomed
- 2012 Shez Sinsational
- 2011 Jimmy Choux
- 2010 Wall Street
- 2009 Vosne Romanee
- 2008 Princess Coup
- 2007 Princess Coup
- 2006 Legs
- 2005 Xcellent
- 2004 Balmuse
- 2003 Distinctly Secret
- 2002 Prized Gem
- 2001 Cinder Bella
- 2000 The Message